# Église Saint-Pierre-ès-Liens de Rilhac-Lastours
Pour les articles homonymes, voir Église Saint-Pierre-ès-Liens.
L'église Saint-Pierre-ès-Liens est une église située à Rilhac-Lastours, en France.

## Localisation
L'église est située dans le département français de la Haute-Vienne, sur la commune de Rilhac-Lastours.

## Historique
Construite au XIe siècle à proximité du château, elle eut la cure de ce château comme succursale. 
L'édifice est inscrit au titre des monuments historiques le 7 mai 1982.